# Lucia Groothuis
Lucia Groothuis (Rentum, 18 ottobre 1955) è un'ex cestista olandese.

## Carriera
Con i Paesi Bassi ha disputato i Campionati europei del 1976.